# Guilherme d'Aubigny, 2.º Conde de Arundel
Guilherme d'Aubigny (em inglês: William d'Aubigny ou William of Aubigny) Segundo Conde de Arundel (1138-1196) foi um nobre de Arundel e senhor de Sussex, ganhou seus títulos após a morte de seu pai em 1176 casado com Matilda de St. Hilary.

## Conde de Arundel e Sussex
Desde que seu pai morreu, por ser um decendente ficou ao Ducado de Arundel.

## Relações familiares
Foi filho de Guilherme d'Aubigny, Primeiro Conde de Arundel e de Adeliza de Lovaina.
Casou-se com Matilda de St. Hilary e de seus casamentos foi pai de Guilherme d'Aubigny, Terceiro Conde de Arundel.